# 마크 맥모리스
마크 리 맥모리스(영어: Mark Lee McMorris, 1993년 6월 3일~)는 캐나다의 스노보드 선수로 주 종목은 슬로프스타일이다. 2014년부터 2022년까지 올림픽에서 슬로프스타일 종목 연속으로 동메달을 획득했다.

## 기록

### 올림픽
| 년도 | 대회일   | 장소                  | 종목         | 결과        | 메달 |
| ---- | -------- | --------------------- | ------------ | ----------- | ---- |
| 2014 | 2월 8일  | 러시아 소치           | 슬로프스타일 | 3위 (88.75) |      |
| 2018 | 2월 11일 | 대한민국 평창         | 슬로프스타일 | 3위 (85.20) |      |
| 2022 | 2월 7일  | 중화인민공화국 베이징 | 슬로프스타일 | 3위 (88.53) |      |